# Eumetula pulla
Eumetula pulla là một loài ốc biển, động vật chân bụng trong họ Cerithiopsidae. Nó được Philippi mô tả năm 1845.

## mô tả
Chiều dài tối đa của vỏ ốc được ghi nhận là 19 mm.

## Môi trường sống
Độ sâu tối thiểu được ghi nhận là 0 m. Độ sâu tối đa được ghi nhận là 274 m.